# Sigrid Agren
Sigrid Agren, née le 24 avril 1992 à Schœlcher en Martinique, est un mannequin français d'origine franco-suédoise.

## Biographie

### Début de carrière
Repérée en 2005, à seulement quatorze ans, lors du casting Elite Model Look, Sigrid Agren participe la même année à la finale internationale du concours à Marrakech et se place parmi les quinze finalistes. 
Elle fait ses premiers pas sur les podiums en juillet 2008, à l'occasion du défilé Prada croisière 2009 organisé à New York. 
En septembre de la même année, lors de la Fashion Week Printemps/Été 2009, elle défile pour Calvin Klein, Rodarte, Donna Karan, Ralph Lauren puis ouvre les shows Alexander McQueen, Barbara Bui, Karl Lagerfeld, Sonia Rykiel et Yves Saint Laurent avant de clôturer celui de Louis Vuitton. 
Égérie de la campagne Printemps/Été 2009 de la maison Prada aux côtés d'Anna Jagodzinska et Katrin Thormann, elle apparaît pour la première fois dans les pages du magazine Vogue Paris en novembre 2008 sous l'objectif de Terry Richardson dans la série Klein 2008.

### Carrière de mannequin
En janvier 2009, elle arpente le podium des défilés Valentino, Chanel, Dior et Givenchy lors de la semaine de la haute couture parisienne. Sigrid Agren défile à la Fashion Week Automne/Hiver 2009-2010 et pour de nombreuses marques comme Versace, Kenzo, Giorgio Armani, Elie Saab, Jean Paul Gaultier, Diane von Furstenberg, Marc Jacobs, Alberta Ferretti, Carolina Herrera, Marni, Emilio Pucci ou encore Nina Ricci.
Sigrid Agren pose ensuite aux côtés de Charlotte Di Calypso et de Constance Jablonski dans la série Françaises au Top réalisée par Victor Demarchelier pour le numéro d’août 2009 de Vogue Paris. En 2010, elle est le visage des campagnes de publicité Chloé, Stella McCartney, Bottega Veneta mais aussi des cosmétiques Yves Saint Laurent Beauté et du parfum Chance de Chanel. La même année, elle obtient l'examen du baccalauréat scientifique avec mention « Très bien ».
Égérie publicitaire de la maison Céline pour l'Automne/Hiver 2010-2011 puis de la maison Gucci pour l'Automne/Hiver 2011-2012, elle apparaît dans les pages Zoom de Vogue Paris en août et en septembre 2011 avant d'incarner le visage de Chanel Joaillerie et Rouge Coco Chanel pour la saison Printemps/Été 2012. Elle est également photographiée par Claudia Knoepfel et Stefan Indlekofer dans la série Fière Allure pour le numéro d'août 2012 de Vogue Paris. En mars 2012, elle fait la une du magazine français Elle. En 2013, elle pose pour la campagne publicitaire Printemps/Été d'Elie Saab et apparaît dans la publicité Le rouge Chanel. Depuis 2013, elle défile pour Victoria's Secret.
En 2014, elle est, selon le site web models.com, le dixième meilleur mannequin, et occupe la 36e place du classement des mannequins ayant les revenus les plus élevés. La même année, elle fait la publicité de la nouvelle gamme du Rouge Chanel, ainsi que des marques Sportmax et Massimo Dutti, et défile pour Y-3, Dior, Chanel, Armani Privé, Elie Saab, Jean-Paul Gautier, Gucci, Francesco Scognamiglio, Ports 1961 (en), Blumarine (en), Tod's, Dolce&Gabbana, Salvatore Ferragamo, Gareth Pugh, Barbara Bui, Nina Ricci, Viktor & Rolf et Chloe. Elle pose en couverture de Viva! Moda, Rika, Allure Russia et Vogue Ukraine, et dans des éditoriaux de Another Magazine et Numéro.
En 2015, elle se retire de sa carrière de mannequinat, s'inscrit à l'Université Columbia et s'adonne à la photographie.